# Ariadna mollis
Espèce
Synonymes
- Segestria mollis Holmberg, 1876
- Segestria vulgarissima Holmberg, 1876
- Ariadna spinifera Mello-Leitão, 1947

Ariadna mollis est une espèce d'araignées aranéomorphes de la famille des Segestriidae.

## Distribution
Cette espèce se rencontre au Brésil, en Uruguay et en Argentine.

## Description
Le mâle décrit par Giroti et Brescovit en 2018 mesure 6,8 mm et la femelle 10,32 mm, les mâles mesurent de 6,04 à 9,12 mm et les femelles de 9,84 à 13,92 mm.

## Publication originale
- Holmberg, 1876 : Arácnidos argentinos. Anales de Agricultura de la Republica Argentina, vol. 4, p. 1-30.